# Explorer 33
Explorer 33 (również: IMP-D ang. Interplanetary Monitoring Platform D, AIMP: Anchored Interplanetary Monitoring Platform) – amerykański satelita naukowy programu Explorer, czwarty z serii wystrzelonych w programie NASA o nazwie Interplanetary Monitoring Platform (pol. Międzyplanetarna Platforma Obserwacyjna). Wykonywał badania przestrzeni międzyplanetarnej, plazmy, promieniowania kosmicznego, pól magnetycznych i cząstek energetycznych w polach magnetycznych.

## Budowa i działanie
Projekt satelity Explorer 33 opierał się na doświadczeniach z eksploatacji wyniesionego na orbitę w listopadzie 1963 roku satelity Explorer 18. Z uwagi na poziom czułości planowanych pomiarów priorytetem była konstrukcja niegenerująca dodatkowych zakłóceń. W tym celu podjęto decyzję o niestosowaniu materiałów  magnetycznych w jego konstrukcji. Podstawowe komponenty zostały zbudowane ze stopów magnezu i aluminium oraz tworzyw sztucznych. Centralną częścią satelity był cylinder wykonany z magnezu, do którego końców były przymocowane silniki; 3. stopnia u dołu, 4. stopnia, hamujący u góry. Oktagonalny korpus wykonany z różnych stopów aluminium otaczał środkową część cylindra. Do korpusu za pomocą ramion przymocowane były 4 panele z ogniwami słonecznymi, które wytwarzały energię elektryczną do zasilania satelity a także ładowania jego akumulatora. Akumulator zapewniał działanie satelity przez 3 godziny przebywania w cieniu. Satelita był stabilizowany obrotowo. Silniki trzeciego i czwartego stopnia po wykonaniu swoich zadań odłączyły się od satelity. 

### Projekty badawcze

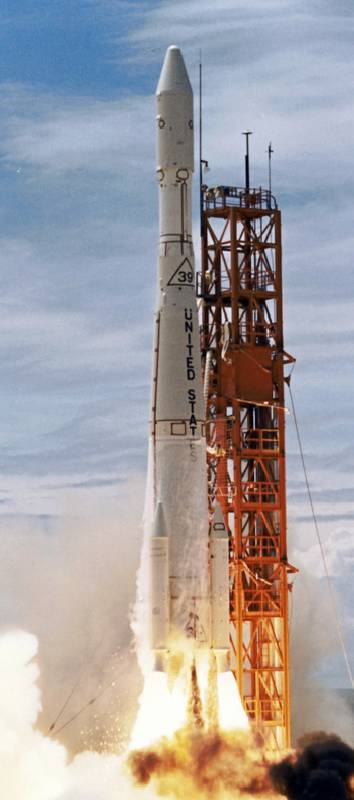
Start rakiety Thor Delta E1 z satelitą Explorer 33

Explorer 33 był platformą wykorzystaną do badań naukowych w ramach 7 projektów organizowanych przez różne uniwersytety i ośrodki badawcze:
1. Badanie promieniowania jonizującego
  - Organizator: Uniwersytet Kalifornijski
  - Wyposażenie naukowe: 1x komora jonizacyjna, 2x licznik Geigera[8]
2. Badanie niskoenergetycznych jonów i elektronów plazmy międzyplanetarnej
  - Wyposażenie naukowe: 1x puszka Faradaya[9]
3. Pomiary cząstek energetycznych
  - Organizator: University of Iowa
  - Wyposażenie naukowe: 3x czujnik Geigera, 1x złącze p-n[10]
  - Kierownikiem naukowym projektu był fizyk James Van Allen[11] .
4. Pomiary plazmy
  - Organizator: Massachusetts Institute of Technology
  - Wyposażenie naukowe: 1x puszka Faradaya[12]
5. Badanie pola magnetycznego
  - Organizator: Centrum Badawcze imienia Josepha Amesa
  - Wyposażenie naukowe: 3x magnetometr transduktorowy[13]
6. Badanie pola magnetycznego
  - Organizator: Centrum Lotów Kosmicznych imienia Roberta H. Goddarda
  - Wyposażenie naukowe: 3x magnetometr transduktorowy[14]
7. Badanie odporności ogniw słonecznych na uszkodzenia
  - Organizator: Centrum Lotów Kosmicznych imienia Roberta H. Goddarda
  - 16 ogniw słonecznych, termistory[15]

## Misja

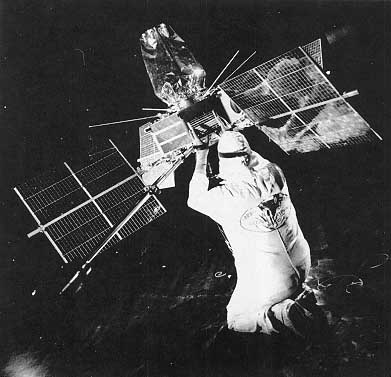
Satelita Explorer 33.

Według planów Explorer 33 miał być pierwszym amerykańskim satelitą orbitującym wokół Księżyca z zakładaną orbitą 1300 × 6440 kilometrów o inklinacji 175°.  
Misja rozpoczęła się 1 lipca 1966 roku startem rakiety Thor Delta E1, która wyniosła z kosmodromu na terenie bazy lotniczej na Przylądku Canaveral (ang.Cape Canaveral Air Force Station) satelitę Explorer 33 na wysoką orbitę okołoziemską . Po znalezieniu się na orbicie satelita otrzymał oznaczenie COSPAR 1966-058A .  
Lot rakiety był udany jedynie częściowo. Planowane wejście na orbitę okołoksiężycową nie mogło dojść do skutku, ponieważ zbyt długie działanie drugiego stopnia rakiety nadało satelicie zbyt dużą prędkość, a satelita nie miał wystarczającej ilości paliwa by zmniejszyć prędkość i wejść na orbitę wokół Księżyca . W tej sytuacji umieszczono satelitę na wysoce eliptycznej orbicie 449 174 × 30 550 kilometrów, przy inklinacji 28,9° (wg innych źródeł orbita osiągnęła perygeum 265 679 km i apogeum 480 762 km . Pomimo znalezienia się na innej niż planowano orbicie wszystkie urządzenia Explorera 33 działały poprawnie i IMP-D mógł przesyłać na Ziemię wyniki swoich pomiarów.  
Umieszczony na nowej orbicie Explorer 33 w swoim pierwszym obiegu zbliżył się do Księżyca na odległość ok. 35 000 kilometrów, ponownie zbliżając się we wrześniu, w listopadzie i grudniu 1966 roku na odległości 40-60 tysięcy kilometrów. W tym czasie sonda Explorer 33 przesłała na Ziemię kluczowe dane i przed 1 stycznia 1967 roku NASA ogłosiła sukces misji. Ostatnia transmisja danych została odebrana 21 września 1971 roku . 

### Publikacje naukowe
Pomiary prowadzone przez satelitę Explorer 33 przyczyniły się do poszerzenia wiedzy naukowej dotyczącej interakcji pomiędzy cząsteczkami wiatru słonecznego a ziemską magnetosferą. Dane z satelity stały się podstawą wielu publikacji naukowych. Dzięki danym z satelity fizyk James Van Allen opublikował cykl prac opisujących silne rozbłyski słoneczne i ich interakcje z ziemskim polem magnetycznym .